# Lygus wagneri
Lygus wagneri (synoniem: Exolygus wagneri) is een wants uit de familie van de blindwantsen (Miridae). De soort werd het eerst wetenschappelijk beschreven door Adolf Remane in 1955.

## Uiterlijk
De tamelijk ovale, licht behaarde blindwants is altijd macropteer en kan 5,5 tot 7 mm lang worden. Net als de andere Nederlandse vertegenwoordigers uit het genus Lygus is de tekening en kleur zeer variabel, geelgrijs tot rood, wat het niet eenvoudig maakt ze uit elkaar te houden. Van de zwartbruine antennes is het tweede segment in het midden wat lichter gekleurd. De dijen van de bruine of grijsgele pootjes hebben twee zwarte ringen, de schenen hebben zwarte stekeltjes en vlekjes. De lichte (cuneus) (het uiteinde van het verharde deel van de voorvleugels) heeft vaak een rode kleur en een zwarte punt. Het scutellum is licht gelig met een zwarte of rode tekening in de vorm van een letter-W of heeft een vlek met vier uitlopers of heeft een rood of zwarte kleur met drie lichte vlekjes. De Nederlandse Lygus-soorten zijn enigszins van elkaar te onderscheiden door middel van de punctering van delen van het lichaam. Lygus rugulipennis is duidelijk behaard en de putjes op vleugels en het gebiedje rond het scutellum zijn gelijkmatig verdeeld. Bij Lygus maritimus en Lygus gemellatus zitten de putjes dichter bij elkaar op de clavus dan op het corium. Bij Lygus wagneri en Lygus pratensis zitten de putjes gelijkmatig verdeeld op de vleugels en minder dicht bij elkaar op het halsschild.

## Leefwijze
De soort overwintert als volwassen wants. Er zijn twee generaties in het jaar. De eerste generatie is volwassen vanaf juni, de tweede generatie komt in september. De wants kan gevonden worden in kruidenrijke gebieden op diverse planten zoals: jacobskruiskruid (Jacobaea vulgaris), echte valeriaan (Valeriana officinalis) , bijvoet (Artemisia vulgaris) en havikskruid (Hieracium aurantiacum).

## Leefgebied
De soort komt in Nederland alleen nog in Drenthe voor en is zeer zeldzaam. Het verspreidingsgebied is Palearctisch, voornamelijk in Europa.